# David Sassoli
David Maria Sassoli (30. května 1956 Florencie – 11. ledna 2022 Aviano) byl italský politik a novinář, člen Demokratické strany. Od roku 2009 byl poslancem Evropského parlamentu a mezi červencem 2019 až lednem 2022, kdy zemřel, také jeho předsedou.

## Novinářská kariéra
David Sassoli v 70. letech vystudoval politologii na Florentské univerzitě. Novinářskou kariéru zahájil spoluprací s malými místními novinami a zpravodajskými agenturami, než se přesunul do římské redakce novin Il Giorno. V rejstříku profesionálních novinářů byl veden od roku 1986.
V roce 1992 se stal reportérem pro TG3. V tomto období také spolupracoval s moderátorem Michelem Santorem na televizních pořadech jako Il Rosso e il nero a Tempo reale. V roce 1996 uváděl pořad Cronaca in diretta. Po několika letech dostal místo moderátora zpravodajství TG1 a stal se jedním z nejvýznamnějších a nejoblíbenějších novinářů v zemi. V roce 2007, kdy byl Gianni Riotta jmenován novým ředitelem TG1, se Sassoli stal jeho zástupcem.

## Politická kariéra
V roce 2009 opustil Sassoli novinářskou kariéru a vstoupil do politiky. Stal se členem Demokratické strany a úspěšně kandidoval ve volbách do Evropského parlamentu v roce 2009. Získal více než 400 tisíc preferenčních hlasů, což bylo nejvíc v jeho volebním obvodu střední Itálie. Od roku 2009 do roku 2014 působil jako lídr skupiny poslanců Demokratické strany v Parlamentu.
Dne 9. října 2012 Sassoli oznámil svou kandidaturu v primárkách středolevé koalice před volbami nového starosty Říma v roce 2013. Obsadil druhé místo za senátorem Ignaziem Marinem, který se později stal starostou.
Ve volbách do Evropského parlamentu v roce 2014 byl Sassoli znovu zvolen, tentokrát s více než 200 tisíci preferenčních hlasů. Demokratická strana ve volbách výrazně uspěla, když získala 41 % hlasů.
1. července 2014 byl Sassoli zvolen místopředsedou Evropského parlamentu. Kromě toho byl členem meziskupiny Evropského parlamentu pro extrémní chudobu a lidská práva. 
V roce 2019 byl Sassoli opětovně zvolen do Evropského parlamentu. 2. července 2019 byl navržen Pokrokovým spojenectvím socialistů a demokratů na nového předsedu Evropského parlamentu. O den později byl do funkce zvolen. Stal se tak nástupcem Antonia Tajaniho a už sedmým Italem v této funkci.

## Osobní život
David Sassoli byl ženatý s Alessandrou Vittoriniovou, se kterou měl dvě děti, Giulia a Livii. Byl fanouškem fotbalového týmu ACF Fiorentina.
Byl aktivním členem italského sdružení novinářů, spisovatelů a dalších osobností Articolo 21, liberi di…, které podporují svobodu projevu.